# Biển Andaman
Biển Andaman (tiếng Miến Điện: မြန်မာပင်လယ်; IPA: [mjəmà pìɴlɛ̀]) là một vùng nước ở đông nam vịnh Bengal, miền nam Myanma, miền tây Thái Lan và miền đông quần đảo Andaman; nó là một phần của Ấn Độ Dương. Chiều dài của nó khoảng 1.200 km (750 dặm Anh) theo chiều từ bắc xuống nam và rộng khoảng 650 km (400 dặm Anh) theo chiều từ tây sang đông, với diện tích khoảng 797.700 km² (308.000 dặm vuông). Độ sâu trung bình của nó khoảng 870 m (2.854 ft) và độ sâu tối đa đạt 3.777 m (12.392 ft).
Ở đoạn đông nam của mình, biển Andaman thu hẹp lại để tạo thành eo biển Malacca, là eo biển ngăn cách bán đảo Mã Lai với đảo Sumatra.

## Kiến tạo đáy biển

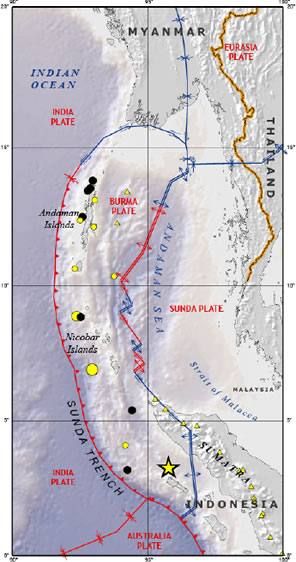
Biển Andaman, chỉ ra các ranh giới mảng kiến tạo.

Chạy dọc gần đúng theo chiều bắc nam trên đáy biển Andaman là ranh giới giữa hai mảng kiến tạo Miến Điện và Sunda. Các mảng kiến tạo này được người ta cho rằng từng là một phần của mảng Á-Âu lớn hơn, nhưng đã được tạo ra khi hoạt động đứt gãy biến đổi được gia tăng do mảng Ấn Độ bắt đầu có sự va chạm đáng kể với đại lục Á-Âu. Kết quả là một trung tâm lan rộng đáy biển được tạo ra, nó bắt đầu hình thành bồn địa ở phần rìa và có lẽ đã tạo thành biển Andaman, với giai đoạn hiện tại của nó đã bắt đầu vào khoảng 3-4 triệu năm trước.

## Hoạt động núi lửa
Trong biển này về phía đông của nhóm đảo chính yếu Andaman Lớn là đảo Barren, một núi lửa còn hoạt động duy nhất gắn liền với tiểu lục địa Ấn Độ. Hoạt động núi lửa của nó là do sự rúc xuống hiện đang diễn ra của mảng Ấn Độ phía dưới vòng cung đảo Andaman, điều này ép buộc macma dâng lên trong khu vực này của mảng Burma. Đảo núi lửa Narcondam nằm xa hơn về phía bắc cũng được tạo ra từ quá trình này; tuy nhiên hiện tại nó không hoạt động.